# Heart Tonic
Heart Tonic ist ein Jazzalbum von Caroline Davis. Die um 2017 entstandenen Aufnahmen erschienen am 23. März 2018 auf Sunnyside Records.

## Hintergrund
Im Jahr 2013 erhielt die Jazzkomponistin und Altsaxophonistin Caroline Davis beunruhigende Neuigkeiten: Ihr Vater hatte eine potenziell gefährliche Erkrankung – Arrhythmie; sein Herz schlug unregelmäßig. Die Sorge um ihn führte zu einer musikalischen Reaktion und einem neuen Album. Davis setzte Kopfhörer auf und lauschte mit hoher Lautstärke unregelmäßigen Herzschlägen, bis sie die Anspannung von zackigen Rhythmen in ihrem eigenen Körper spürte. Dann fing Davis an, die Musik zu komponieren, die zu ihrem Album „Heart Tonic“ wurde. Bei „Footloose and Fancy Free“ repräsentiert eine zyklische Grundlinie einen ventrikulären Rhythmus eines menschlichen Herzens. Als sie von der Diagnose ihres Vaters erfahren hatte, befand sich Davis selbst mitten in einer disruptiven Veränderung – einem Umzug nach New York, einer Stadt, die neue Anforderungen an sie als Künstlerin stellte, notierte Michelle Mercer.
Caroline Davis war bei vorangegangenen Produktionen häufig in Besetzungen mit zwei Harmonieinstrumenten (Piano und Gitarre) zu hören; bei Heart Tonic entschied sich die Altsaxophonistin für eine Instrumentierung ohne Gitarre. Bei diesem Projekt spielte Davis mit dem Trompeter Marquis Hill, dem Pianisten Julian Shore, dem Bassisten Tamir Shmerling und den Schlagzeuger Jay Sawyer. Hinzu kamen als Gastmusiker Benjamin Hoffmann (Orgel) und Rogerio Boccato (Perkussion). Die Kompositionen stammten von Caroline Davis; die einzige Fremdkomposition war Wayne Shorters „Penepole“, ein Stück von dessen 1965 entstandenen Blue-Note-LP Et Cetera.

## Titelliste
- Caroline Davis: Heart Tonic (Sunnyside – SSC 1506)[3]

1. Footloose and Fancy Free 7:58
2. Loss 8:09
3. Constructs 10:32
4. Fortune 5:18
5. ...TuneFor 1:27
6. Penelope (Wayne Shorter) 4:11
7. Dionysian 7:27
8. Air 8:53
9. Ocean Motion 7:48

Wenn nicht anders vermerkt, stammen die Kompositionen von Caroline Davis.

## Rezeption
Dave Cantor schrieb im Down Beat, Heart Tonic sei ein Album, das sich gleichermaßen mit einer emotional aufgeladenen Erzählung und der Wissenschaft dahinter befasse. Hier trage Trompeter Marquis Hill dazu bei, dass Davis’ Kompositionen ausgereifter klingen würden als einige ihrer früheren Werke. Obwohl die Titel der Stücke hier mit potenziellen Verlusten zu tun haben, sei dies musikalisch keine verdrießliche Sammlung von Melodien. „Fortune“ gehe in diese Richtung, mit einem Arrangement, das langsam, aber niemals traurig klinge, während Fetzen von Benjamin Hoffmans Orgel den Hintergrund färben. Während dieser Kompositionen werde keine überwältigende Fröhlichkeit ausgerufen, doch die tadellos dargebotenen Stücke seien gelungen, auch wenn ein Teil der Erzählung, die zum Schreiben dieser Melodien führte, für Zuhörer verloren geht, wenn man sich nicht über die konzeptionelle Grundlage von Davis informiert hatte.
Martin Johnson schrieb in Bandcamp Daily, der Saxophonist Lee Konitz sei ein wichtiger Einfluss auf Davis’ Spiel; zudem sei die Musik von Joe Henderson und Gigi Gryce in letzter Zeit zu Leitsternen geworden. Es sei leicht, alle drei in dem ruhigen, prägnanten Stück „Fortune“ von Heart Tonic herauszuhören, einer Aufnahme, die Davis’ Erforschungen zu Herzrhythmen nach der Diagnose widerspiegelt, dass ihr Vater an einer Arrhythmie litt. Die Ergebnisse hier seien zwar abstrakt, aber nicht klinisch, sondern voller einzigartigem Antrieb und untersuchenden Soli.

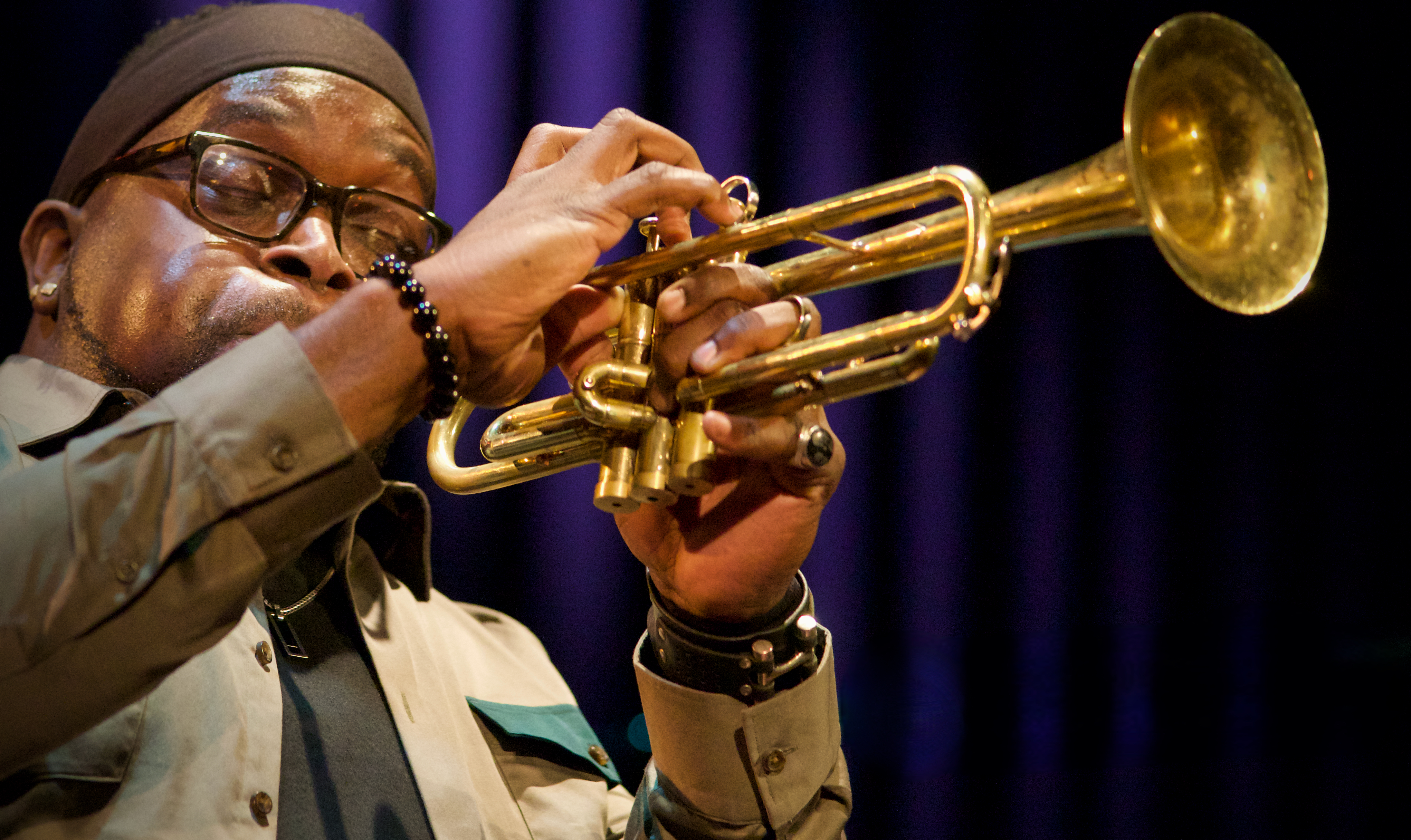
Marquis Hill mit seinem Blacktet 2019 im Bimhuis Amsterdam

Heart Tonic beginnt wie eine Platte von Jefferson Airplane oder Soft Machine – mit langen, unheimlichen, psychedelischen Orgelklängen, schrieb Michael J. West in JazzTimes. Es ende wie westafrikanischer Funk, mit einem schlüpfrigen Bass, der ineinandergreifende 9/4-Rhythmen anführe. Zwischen diesen Klammern würde ein knorriger, komplexer Postbop gespielt, der nicht lange genug an einer Stelle verharre, um irgendwie allgemein beschrieben werden zu können. Zum Glück für die Altsaxophonistin sei ihre Musik sogar besser als kühn.
In der Melodie „Ocean Motion“ verbinde Davis ihre Anpassung an ihren neuen Wohnort New York mit der Anpassung eines Herzens an ein normales Muster, meinte Michelle Mercer in National Public Radio. Hier finde ein stotternder, unruhiger Basspuls einen gleichmäßigeren Groove. Ihren Platz in einer neuen Stadt zu finden, half Davis, sich in den Zustand ihres Vaters einzufühlen, als er sich einer Behandlung unterzog und seine Genesung begann. Neben der Erforschung der Biologie des Herzens verwende dieses Album das Herz als Metapher für Tapferkeit und Sympathie, so Mercer. Man könne das im Walzer „Fortune“ hören, wo Davis’ Saxophon eine starke Melodie bestimme, während es gleichzeitig in einer vertrauten Harmonie und einen beruhigenden Rhythmus swinge. Die Sache sei die, selbst wenn man rhythmische Effekte auf „Heart Tonic“ nicht erkenne, würde man sie spüren, wenn Caroline Davis sowohl die Symptome als auch heilenden Mittel für einige körperliche und emotionale Herausforderungen erforsche. Und dank Davis’ Sensibilität und Geschick sei es ein Album voller großherziger und wunderschöner Musik.